# Fonction polygamma

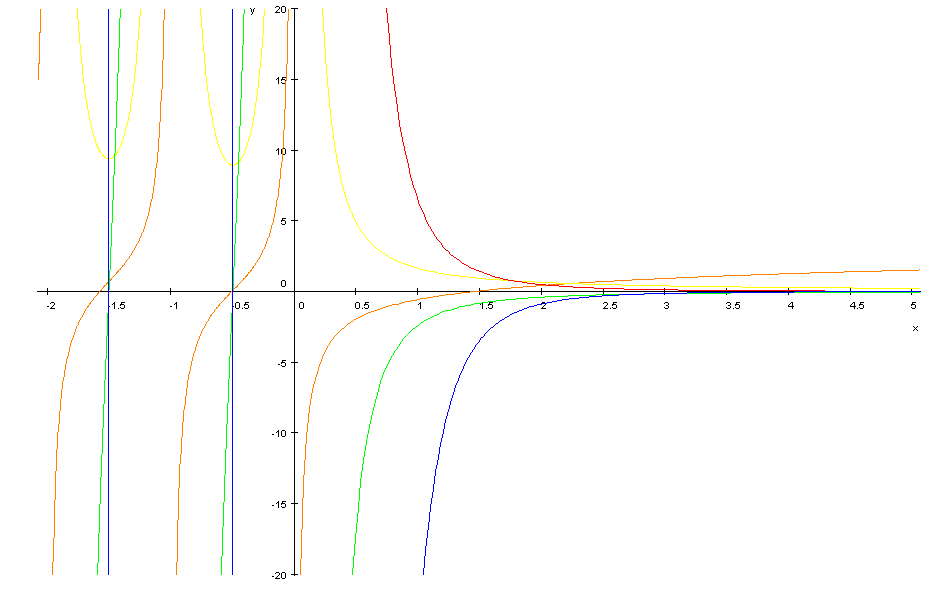
Tracé de la fonction polygamma le long de l'axe des réels avec en orange m = 0, en jaune m = 1, en vert m = 2, en rouge m = 3 et en bleu m = 4.

En mathématiques, la fonction polygamma d'ordre m est une fonction spéciale notée {\displaystyle \psi _{m}(z)} ou {\displaystyle \psi ^{(m)}(z)} et définie comme la m+1e dérivée du logarithme de la fonction gamma {\displaystyle \Gamma (z)} :
Ce qui équivaut à la dérivée me de la dérivée logarithmique de la fonction gamma {\displaystyle {\frac {\mathrm {d} }{\mathrm {d} z}}\ln \Gamma (z)={\frac {\Gamma '(z)}{\Gamma (z)}}\,} :
- {\displaystyle \psi _{0}(z)={\frac {\Gamma '(z)}{\Gamma (z)}}\,} est la fonction digamma {\displaystyle \psi (z)}.

La dérivée de la fonction gamma est donc
{\displaystyle \Gamma '(z)=\psi (z)\Gamma (z)}.
- {\displaystyle \psi _{1}(z)=\psi '(z)\,}. On appelle parfois la fonction {\displaystyle \psi _{1}} (ou {\displaystyle \psi ^{(1)}}) la fonction trigamma.

La dérivée seconde de la fonction gamma est donc
{\displaystyle \Gamma ''(z)=(\psi _{0}^{2}(z)+\psi _{1}(z))\Gamma (z)}.

## Définition par une intégrale
La fonction polygamma peut être représentée par :
Ceci n'est valable que pour Re (z) > 0 et m > 0. Pour m = 0, voir la définition de la fonction digamma.

## Représentation dans le plan complexe
|                                 |                               |                               |                               |                               |                               |
| {\displaystyle \ln \Gamma (z)}. | {\displaystyle \psi _{0}(z)}. | {\displaystyle \psi _{1}(z)}. | {\displaystyle \psi _{2}(z)}. | {\displaystyle \psi _{3}(z)}. | {\displaystyle \psi _{4}(z)}. |

## Relation de récurrence
Elle vérifie la relation de récurrence
{\displaystyle \psi _{m}(z+1)=\psi _{m}(z)+(-1)^{m}\;m!\;z^{-(m+1)}.\,}

## Théorème de multiplication
Le théorème de multiplication (en) donne
{\displaystyle k^{m}\psi _{m-1}(kz)=\sum _{n=0}^{k-1}\psi _{m-1}\left(z+{\frac {n}{k}}\right),}
valable pour m > 1 ; et pour m = 0, la formule de multiplication de la fonction digamma est :
{\displaystyle k(\psi (kz)-\ln(k))=\sum _{n=0}^{k-1}\psi \left(z+{\frac {n}{k}}\right).}

## Représentation par série
La fonction polygamma a pour représentation en série :
{\displaystyle \psi _{m}(z)=(-1)^{m+1}\;m!\;\sum _{k=0}^{\infty }{\frac {1}{(z+k)^{m+1}}},}
qui n'est valable que pour m > 0 et pour tout complexe z qui n'est pas égal à un nombre entier négatif. Cette représentation peut être écrite avec la fonction zêta de Hurwitz par
{\displaystyle \psi _{m}(z)=(-1)^{m+1}\;m!\;\zeta (m+1,z).\,}
On peut en conclure que la fonction zêta de Hurwitz généralise la fonction polygamma à n'importe quel ordre appartenant à ℂ \ (–ℕ).

## Série de Taylor
La série de Taylor au point z = 1 est 
{\displaystyle \psi _{m}(z+1)=\sum _{k=0}^{\infty }(-1)^{m+k+1}(m+k)!\;\zeta (m+k+1)\;{\frac {z^{k}}{k!}},\,}
qui converge pour |z| < 1. Ici, ζ est la fonction zêta de Riemann.